# Sarah Brightman
Sarah Brightman (Hertfordshire, Inglaterra, 14 de agosto de 1960) es una cantante, actriz, bailarina y directora de orquesta británica que interpreta música del género denominado crossover clásico así como ópera y  teatro musical. Se caracteriza por poseer un timbre agudo de soprano ligera. Ha interpretado un gran número de arias de ópera de compositores famosos, las cuales se incluyen en sus álbumes. Ha cantado en inglés, español, francés, catalán, latín, alemán, italiano, japonés, hindi, mandarín, ruso y occitano. 
Ha recibido 180 discos de Oro y Platino en 38 países y es la única artista en el mundo que ha ocupado el puesto #1 en el Billboard Dance y el Billboard Classical Chart en simultáneo.
En 1981 debutó en el musical Cats y contrajo matrimonio con el compositor Andrew Lloyd Webber de quien se divorció en 1990. Protagonizó musicales en Broadway y en el West End, incluyendo El fantasma de la ópera, en el cual interpretó el papel de Christine Daaé. El álbum del musical ha vendido más de 40 millones de copias en todo el mundo, convirtiéndose en la banda sonora teatral más vendida de todos los tiempos.
Al retirarse del teatro, Brightman continuó su carrera musical junto con el exproductor del grupo Enigma, Frank Peterson, esta vez como intérprete del género Classical Crossover. A Brightman se le atribuye la creación de este estilo musical y se mantiene como una de las vocalistas más destacadas del mundo, con ventas que exceden los 30 millones de discos y 2 millones de DVD, estableciéndose como la soprano más exitosa de la historia.
Time to Say Goodbye, el dueto de 1996 de Brightman junto con el tenor italiano Andrea Bocelli, llegó al número uno de las listas musicales de toda Europa, y se convirtió en la canción con mayores ventas hasta la actualidad en Alemania, en donde ha vendido más de 3 millones de copias. La canción vendió 12 millones de copias en el resto de mundo, definiéndose como uno de los sencillos musicales más vendidos de todos los tiempos.
Aparte de la música, Brightman empezó una carrera en las artes visuales, haciendo su debut en la película Repo! The Genetic Opera (2008), una película de rock ópera-musical dirigida por Darren Lynn Bousman, en donde interpretó a Blind Mag, y First Night en donde dio vida a Celia, de Stephen Evans que se estrenó en marzo de 2011 en el Festival Cinematográfico de Glasgow. Formó su propia compañía de producción fílmica Instinct Films con la cual está produciendo su primera cinta.
Brightman fue nombrada Artista de la Paz por la Unesco para el periodo 2012-2014.

## Biografía y primeros años
Es originaria en Berkhamsted, Hertfordshire, Inglaterra, sus padres son Paula y Grenville Brightman, y es la mayor de seis hermanos. A los tres años de edad, tomó clases de ballet en la Escuela Elmhurst y apareció en festivales locales. Más tarde audicionó para el Royal Ballet de Londres, pero fue rechazada.
Debutó en teatro con 13 años en la producción I and Albert en el Piccadilly Theatre de Londres, en 1973. A los 16, se unió al grupo inglés Pan’s People y se presentó en el programa de televisión Top Of The Pops.
Poco después, la carrera de Brightman experimentó un crucial avance cuando la coreógrafa Arlene Phillips la reclutó como vocalista del grupo musical Hot Gossip, que meses más tarde entró en el Top 5 británico con el hit I lost my heart to a Starship Trooper.
Durante este tiempo conoció al que, cumplidos los 19, sería su primer esposo: Andrew Graham Stewart, que también ejercería de productor y mánager por un tiempo.

## 1981-1989: Etapa de carrera en teatro
Tras varios triunfos junto a Hot Gossip, Sarah regresó a sus orígenes uniéndose al reparto de un atrevido musical que batiría récords: Cats. 
En 1982 protagonizó a su vez Nightingale, una ópera para niños de Charles Strauss. 
En 1983, Brightman grabó el Requiem Mass, compuesto por Andrew Lloyd Webber, junto a Plácido Domingo. Ambos cantantes lo presentaron en Londres y Nueva York, gracias a lo cual obtuvo la nominación al Grammy a Mejor nueva artista de música clásica y el papel principal en la opereta The merry widow en la New Sadler’s Wells Opera.
Ese mismo año, Brightman se separa de Andrew Graham y comienza un romance con Andrew Lloyd Webber. La nueva pareja contraerá nupcias en 1984; no obstante, su relación finalizará de forma muy amistosa en 1990. En ese periodo, interpretó el papel de Christine Daaé en la obra The Phantom of the Opera, compuesta por Andrew Lloyd Webber y estrenada en Londres en 1986.
Habiendo participado en otros aclamados musicales como Song and Dance y Aspects of Love, presentó en 1989 su primer disco como solista, The songs that got away. Y con su segundo álbum As I came of age dio el pistoletazo de salida a una nueva etapa en su carrera.

## 1990: Inicio de carrera solista
Los Juegos Olímpicos de 1992 en Barcelona fueron el escenario en que terminó por lanzarse a la fama mundial, interpretando junto al tenor español José Carreras el tema de clausura de los Juegos, Amigos para siempre.
Sarah emprende un viaje a Los Ángeles para ser contratada por un nuevo sello discográfico. Especialmente interesada en el éxito del afamado grupo belga Enigma, solicita trabajar con uno de los integrantes de la banda: Frank Peterson. Este se convertiría en su productor y principal asesor creativo. 
El primer álbum, al que ambos dan forma, es Dive, inspirado en el universo marino y que incluye el sencillo Captain Nemo (1993).
Fly (1995), un álbum pop rock y su segunda colaboración con Peterson, propulsó a Brightman a la fama en Europa con el hit "A Question of Honour". La canción se presentó en el Campeonato Mundial de Boxeo en Alemania.
"Time to Say Goodbye" (Con te partirò) fue la segunda canción que Sarah debutó en este evento. Este dúo con el tenor Andrea Bocelli vendió más de 3 millones de copias solo en Alemania; convirtiéndose en el sencillo musical más vendido en la historia de este país europeo. 
Timeless (publicado en 1997, con el título Time To Say Goodbye en los Estados Unidos) contenía "Time To Say Goodbye" y otros temas de inspiración clásica, como "Just Show Me How to Love You", a dueto con José Cura (originalmente cantado por Darío Baldambembo con el título "Tu Cosa Fai Stasera"), un cover del éxito de Queen "Who Wants to Live Forever", y "Tu Quieres Volver", (originalmente grabada por los Gipsy Kings). El álbum ha vendido 1.4 millones de copias en Estados Unidos.

## 2000-2005: Éxito internacional
Los siguientes álbumes incluyeron: Eden (1998) y La Luna (2000). Estos álbumes, a diferencia de Time to Say Goodbye, incorporaban más elementos de música pop. Los comentarios fueron mixtos - LAUNCHcast consideró a Eden "delirantemente tétrico", mientras que Allmusic lo describió como "una combinación ganadora".
Eden alcanzó #65 en el Billboard 200 chart (obteniendo certificados Oro por la venta de más de 500.000 ejemplares), y La Luna alcanzó el #17. Además, los dos álbumes alcanzaron el #1 en el Billboard Classical Crossover chart. A finales de 2001, la revista Billboard señaló a Brightman como uno de los tres artistas más importantes de Classical Crossover con álbumes despuntando en el Billboard Classical Crossover chart y Billboard 200 chart simultáneamente, un fenómeno que, según se ha dicho, contribuyó a un resurgimiento de la música británica en los EE. UU. después de "un bajón histórico" en 1999. Según World Entertainment News Network, en 2000, Brightman entró al top-10 de los artistas británicos más rentables, con ganancias estimadas en $ 6 millones al año.
Los álbumes Eden y La Luna fueron acompañados por giras en vivo que incorporaban la teatralidad de sus orígenes. Aunado a esto entre 2000 y 2001, Brightman fue una de los 10 artistas británicos más populares en los EE. UU., recaudando $ 7 millones brutos en 34 espectáculos en 2000 y $ 5 millones en 21 espectáculos en 2001.
En 2001, Brightman lanzó Classics, un álbum que contenía de arias de ópera y otras piezas clásicas incluyendo una versión solista de "Time to Say Goodbye". El álbum alcanzó el número 1 tanto en el Top Classical Albums chart como en el Classical Crossover chart.
En 2001, Brightman publicó "The secret" en conjunto con DJ SASH! en el quinto álbum de estudio de este. La canción fue reeditada en 2007 como "The secret 2007" y formó parte de una siguiente producción estrenada el mismo año.
Inspirado en el Medio Oriente y con influencias de música dance, Harem (2003) representó un enorme éxito. A pesar de que su nombre causó polémica en Estados Unidos, el álbum alcanzó el #29 en el Billboard 200 chart (consiguiendo vender 333.000 copias, es decir, aproximadamente un tercio del total de ventas de La Luna), y alcanzó el puesto #1 en el Billboard Classical Crossover chart; además posicionó un sencillo #1 en el Billboard Hot Dance Music/Club Play con el remix de la canción Harem. Algún tiempo después, otro sencillo del álbum (la canción "Free", coescrita por Sophie B. Hawkins) se convirtió en un hit Top-10 de esta tabla. Para promocionar Harem, Brightman se presentó en el desfile de caridad Fashion Cares en Toronto, Canadá. 
En Harem destacan las colaboraciones de Ofra Haza y Kazem al-Saher. Nigel Kennedy también contribuyó con pistas de violín para las canciones "Free" y "The War is Over". 
La gira mundial de Harem recaudó más de 60 millones de dólares netos y vendió más de 700.000 entradas, de los cuales 15 millones y 225.000 entradas procedían de América del Norte. Durante la gira, Brightman fue invitada a dar un concierto en el templo de Manpuku-ji en Kyoto, Japón. El sitio es categorizado como un patrimonio de la humanidad por la UNESCO.
Los comentarios para las giras fueron mixtos: un crítico del New York Times describió a La Luna tour "no tan divina, pero sobre-humana" y "sin intención inquietante: un hermoso argumento de vacío." En contraste, un crítico de la Boston Globe considera a la gira Harem "única, convincente" y "encantadora y eficaz".
Los especiales de PBS fueron producidos para casi todos los álbumes de Brightman en los Estados Unidos; un director de marketing ha descrito estos especiales como la fuente de su éxito. De hecho, su concierto de Eden fue uno de los eventos trasmitidos que más recaudó.
En 2004, Brightman se presenta en la entrega de los Arabian Music Awards celebrada el 15 de mayo de 2004 en Dubái en los Emiratos Árabes Unidos. Decenas de artistas árabes llegaron de emirato del Golfo para participar en la primera edición de este festival musical que premia a los mejores artistas y los mejores videoclips del año.
En 2005, Brightman se presentó en los Henri Nannen Awards interpretando una aria de la ópera Turandot, "Nessun Dorma"; y en 2006 participó en el International Children’s Peace Prize cantando el tema "Hijo de la Luna". El International Children’s Peace Prize es un premio otorgado anualmente a un niño que ha hecho una contribución significativa a la promoción de los derechos de los niños y la mejora de la situación de los niños vulnerables como los huérfanos, niños trabajadores y niños con el VIH / SIDA.

## 2006 - 2009

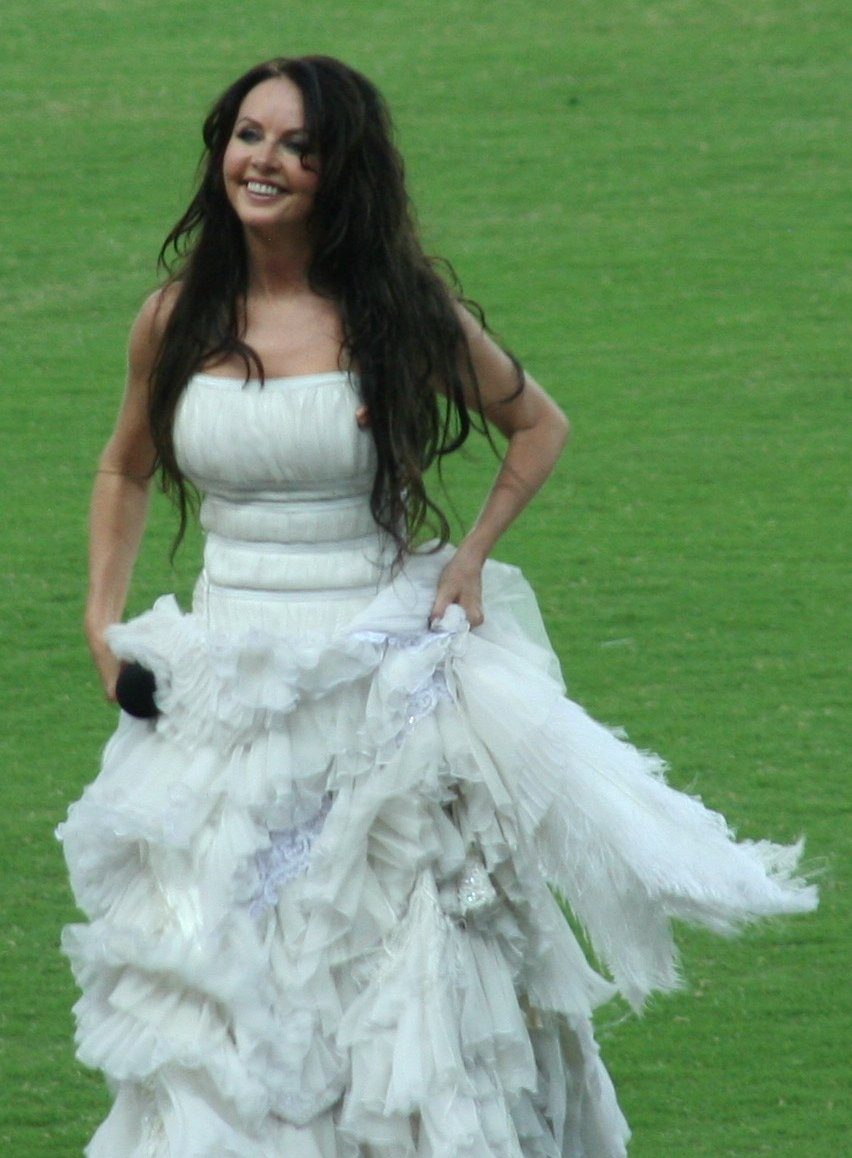
Sarah Brightman cantando en la apertura del Campeonato Mundial de Atletismo 2007, en Osaka, Japón.

Brightman publicó una colección de DVD de sus videos musicales, el 3 de octubre de 2006 bajo el título de Diva: The Video Collection. Diva: The Singles Collection es la versión en CD, publicada en la misma fecha. El álbum entró a la lista los grandes éxitos en los Estados Unidos, alcanzando el número 1 en el Billboard Classical Crossover chart, y gozó de espectacular éxito en Japón recibiendo certificación de Oro tan solo una semana después del lanzamiento; después de un año, el álbum había sido premiado con disco de Doble Platino en el país asiático. 
En una cena celebrada en The Mansion House el 10 de septiembre de 2008, Su Alteza Real el Príncipe de Gales puso de relieve la urgente necesidad de adoptar medidas para detener la deforestación tropical. El objetivo del evento es alentar a los inversores potenciales a que se sumen a los esfuerzos por encontrar la manera de hacer de la selva una nueva clase de activos.
El entretenimiento fue proporcionado por Brightman, quien cantó "Nella Fantasia", la canción tema de la película The Mission, que fue elegido deliberadamente como un himno a los bosques.
Posteriores apariciones incluyen el Concierto para Diana en julio de 2007, cuando cantó "All I Ask of You" junto a Josh Groban; En China participa en el Live Earth de Shanghái el 7 de julio interpretando cuatro canciones: "Nessun Dorma", "La Luna", "Nella Fantasia" y "Time to Say Goodbye"; estrenó su sencillo "Running" en el Campeonato Mundial de Atletismo en Osaka (IAAF Championship) el 25 de agosto; participó en el Macy's Thanksgiving Day Parade interpretando "The Journey Home"; y más tarde colaboró con Anne Murray en el álbum Anne Murray duets: Friends and Legends.
Brightman también fue invitada junto con Lesley Garrett en el nuevo estadio de Wembley en Londres para cantar "Abide With Me" antes de la final de la Copa FA entre Chelsea y Manchester United.
En agosto de 2007, Sarah graba al lado del contratenor Fernando Lima, el tema para la ambiciosa telenovela de Televisa Titutlada Pasión, compuesta por el famoso compositor Jorge Avendaño; debutando el tema en la televisión nacional mexicana el 17 de septiembre de 2007 y alcanzando gran popularidad dicho tema en la radio con gran celeridad. 
El 29 de enero de 2008, Brightman lanzó su primer álbum en cinco años: Symphony, influenciado por sonidos góticos; logra debutar en el puesto #13 en el Billboard 200, además de ocupar la primera posición en algunas listas de Billboard como en "Top Albums Classical Crossover", "Top Classical Overall Albums" y "Top Internet Albums". Symphony vendió 31.463 copias en la primera semana de ventas en EE. UU. según Nielsen Soundscan. La canción "Symphony" es una versión de "Simphonie" por el grupo alemán Silbermond. En el álbum destacan las participaciones de los artistas Fernando Lima con el tema Pasión mismo que fue grabado para una telenovela mexicana del mismo nombre, Andrea Bocelli, el dueto con el tenor italiano Alessandro Safina con el tema "Sara Qui" (cover del tema There You'll Be) y el vocalista de Kiss, Paul Stanley que a dúo con Brightman interpretan "I Will Be With You"; una versión cointerpretada con Chris Thompson de esta última fue el tema para la 10.ª película de Pokémon: Dialga VS Palkia VS Darkrai. 
Brightman, hizo varias apariciones en la televisión de los Estados Unidos para promover el álbum, incluyendo el Fashion on Ice de NBC el 12 de enero, The View el 30 de enero, Martha, el 31 de enero y Fox and Friends de Fox News Channel. El 25 de mayo de 2008 cantó "Pie Jesu" y "There You'll be" en el concierto del día memorial de los Estados Unidos que se celebró en el Capitolio de Washington D. C.. Brightman protagoniza a Blind Mag en el filme musical Repo! The Genetic Opera que fue estrenado en noviembre de 2008 - su primer papel protagónico.
El 6 de abril de 2008 Brightman se presenta en los Juno Awards en Calgary, Alberta junto a Anne Murray y Jann Arden interpretando el tema Snowbird.
El 8 de agosto de 2008 Brightman y el cantante chino Liu Huan cantaron conjuntamente "You and Me" en mandarín e inglés en los Juegos Olímpicos de Pekín 2008 en la ceremonia de apertura. Alrededor de 4.400 millones de espectadores (dos tercios de la población mundial) siguieron la ceremonia de apertura. En las siguientes 26 horas posteriores a la ceremonia, la canción fue descargada más de 5.7 millones de veces, batiendo todo récord de distribución en tan pocas horas.

El 4 de noviembre de 2008, Brightman lanza su primer álbum de temporada, titulado A Winter Symphony que llega al número 3 de las listas estadounidenses y obtiene certificado de 'Oro' en Canadá.; Más tarde se embarca en una gira para acompañar su álbum Symphony que visitó numerosas ciudades de Norteamérica y Asia.
En diciembre de 2008 Sarah cantó "Silent Night" en el Walt Disney World Very Merry Christmas parade, que fue transmitido por ABC la mañana de Navidad. 
Debido a las peticiones de sus seguidores, se publicó el álbum "Symphony: Live in Vienna", grabado en directo para la cadena de TV PBS. El álbum incluye la actuación de la soprano en la catedral de Stephansdom en Viena el 16 de enero de 2008. "Symphony: Live in Vienna" vendió solo 3000 copias en su primera semana de lanzamiento en EE. UU. y alcanzó el puesto #3 en el Billboard Classical Crossover chart.
El 8 de julio de 2009, Brightman lanza únicamente en Japón Amalfi: Sarah Brightman Love Songs, el cual es la banda sonora oficial de la película japonesa Amalfi: Megami No 50-Byou, que es una producción especial de la marca Fuji Television. El disco recibió certificación de Oro en noviembre del mismo año.

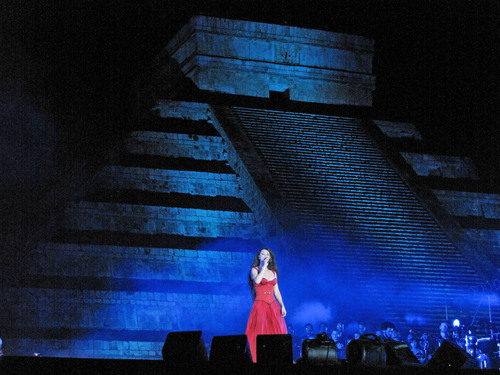
Sarah Brightman cantando en la Pirámide de Kukulkan durante el Concierto de la Pirámide en Chichen Itzá, México.

En octubre del mismo año, se inicia una nueva gira de conciertos denominada Sarah Brightman In Concert abarcando 13 ciudades de Latinoamérica. La gira concluyó con un concierto en la zona arqueológica de Chichén Itzá en México denominado "El Concierto de la Pirámide", convirtiéndose así en la primera mujer en dar un concierto en esta maravilla del mundo. El sitio es categorizado como un patrimonio de la humanidad por la UNESCO
En noviembre de 2009, Brightman estuvo a cargo de interpretar el tema principal del drama histórico "Saka Kumo no Ue no", producido por NHK. Bajo el título "Stand Alone", la canción fue compuesta por Joe Hisaishi y escrito por Kundo Koyama. Se incluyó en el álbum de la banda sonora del drama, publicado el 18 de noviembre de 2009.

## 2010-presente: Dreamchaser y viaje al espacio
A principios de 2013 firmó un acuerdo con Panasonic. La corporación lanzó la canción "Shall Be Done", interpretada por Brightman en el Pabellón Olímpico de Panasonic en LiveCity Yaletown, el sitio oficial de los Juegos Olímpicos de Invierno Vancouver 2010. La canción "Shall Be Done" es una medida innovadora de Panasonic para llegar a la comunidad mundial con su filosofía y visión corporativa.
En octubre de 2010, inicia una gira asiática bajo el nombre de "Sarah Brightman In Concert With Orchestra" con conciertos en Japón, Corea del Sur, Macao, Canadá y Ucrania. Durante la gira, Brightman fue invitada a dar un concierto en el templo de Todai-ji en Nara, Japón. El sitio es categorizado como un patrimonio de la humanidad por la UNESCO. El concierto en el templo fue grabado y después transmitido a escala nacional en Japón por la red de televisión TBS.
La popularidad de Brightman continúa creciendo sin detenerse en Asia, con apariciones de alto perfil y ventas excepcionales. Brightman fue la cantante internacional con mayores ventas en Corea del Sur para el año 2010. Su álbum "Diva: The Singles Collection" se mantuvo en la primera posición de las listas de popularidad por todo el año, delante de Mariah Carey, Eminem y Michael Jackson que se mantuvieron en los siguientes puestos altos. Diva ha sido certificado con disco de Doble Platino y su sencillo digital "Nella Fantasia" ha vendido 2 millones de copias en el país.
El 27 de enero de 2011, la red televisiva Hunan, una de las estaciones televisivas más importantes de China invitó a Brightman a participar en su Festival de Primavera, celebración análoga al año nuevo en el Occidente. Brightman cantó "Scarborough Fair" -La canción más popular de Brightman en China- y el aria Nessun Dorma de la ópera Turandot de Puccini. Por primera vez, se reveló que Brightman recibe un aproximado de 150 000 dólares por interpretación, como lo declararon los medios Chinos al anunciar la visita de Brightman en el festival.
Aprovechando la llegada de la cantante a China, la prensa de aquel país no tardó en mencionar la apreciación y gratitud de aquel pueblo por la cantante considerando las enormes donaciones que ella realizó tras el terremoto de Wenchuan.
Sarah Brightman como eco-embajadora de Panasonic y en una alianza con National Geographic, inicia una campaña pro-ambientalista para la promoción de energías sustentables y el cuidado del patrimonio natural y cultural de la humanidad.
El perfil multifacético de Sarah Brightman garantiza la importancia en la escena musical que ella tiene el día de hoy. Mientras que su versión en solitario del hit Time to Say Goodbye es un éxito comercial en Japón y recibe certificación de Oro en tal país, La gran productora cinematográfica Británica SC Films International estrena su nueva producción First Night con Brightman y Richard E. Grant como estrellas. La cinta debutó en 2011 en el Festival Cinematográfico de Glasgow y está por ser estrenada a escala mundial en noviembre, diciembre de 2011 y temprano 2010. First Night es una historia de amor y fortunas fluctuantes en un contexto de belleza visual y vocal. De manera paralela, el primero y segundo de octubre del mismo año, ella hace una aparición especial durante la mega-celebración en Londres por el aniversario de los 25 años del estreno de El fantasma de la ópera. Brightman cantó la canción que da el nombre al musical cerrando la celebración con una gran ovación.
En agosto de 2012, se informó que Brightman había recibido la aprobación médica de parte de Rusia para comenzar su entrenamiento como cosmonauta en las afueras de Moscú, tal vez para convertirse en una de las pocas celebridades que paga por viajar en la nave Soyuz, para visitar la estación espacial internacional en 2015.
El 10 de octubre de 2012, Brightman en una conferencia de prensa en Moscú anuncia su intención de viajar en un futuro viaje orbital, hacia la estación espacial internacional, en asociación con Space Adventures, Ltd., una compañía privada de experiencias espaciales.
Brightman será parte de una tripulación de tres personas que viajará a la estación espacial internacional en una nave Soyuz.
Una vez en la EEI, ella orbitará la tierra 16 veces al día y su intención es ser la primera músico profesional en cantar desde el espacio. La fecha final de su viaje a la Estación Espacial Internacional lo determinarán Roscosmos (la agencia espacial rusa) y sus socios en la EEI en los próximos meses.
Por su rol como una artista Embajadora de la Paz de la UNESCO, la vida de Brightman a bordo de la estación espacial - que requiere de capacidad mental, compartir el consumo de recursos y un gran enfoque en la sustentabilidad - será un modelo sobre como deberíamos mejorar nuestro comportamiento en el planeta. Durante su estadía estimada de diez días, Brightman entregará el mandato de la UNESCO de promover la paz y el desarrollo sustentable para salvaguardar el futuro de la Tierra.
Además Brightman utilizará este viaje para avanzar la educación y el empoderamiento femeninos en campos de la ciencia como Ciencias, Tecnología, Ingeniería y Matemáticas, en un esfuerzo para bajar las brechas de género.
En septiembre de 2012, Brightman anuncia a través de su página oficial el título de su siguiente producción discográfica titulada Dreamchaser, lanzando el tema Angel como el primer sencillo de dicho álbum.

## 2015, cancelación de viaje espacial
El 13 de mayo de 2015 Sarah Brightman anunció a través de sus redes sociales su repentina renuncia de viajar a la plataforma orbital cuyo principal requisito es ser multimillonario y no tener miedo a volar. Brightman expuso "motivos familiares" como excusa para interrumpir su entrenamiento y suspender sus planes de despegar el 1 de septiembre rumbo a la Estación Espacial Internacional (EEI).
En caso de éxito, se habría convertido en la octava turista espacial de la historia y la primera desde que en septiembre de 2009 volara a la EEI el canadiense Guy Laliberté, fundador del Cirque du Soleil. A partir de esta noticia Brighthman ha hecho una pausa en su carrera como cantante.

## Música y voz
El primer entrenamiento vocal de Brightman fue con Elizabeth Hawes, jefe de la Trinity Music College de Londres, y más tarde con Ellen Faull de la Academia Juilliard. Actualmente estudia con el internacionalmente conocido profesor David Romano. El registro más agudo de la cantante ha sido de F6 en el minuto 3:16 del tema "How Can Heaven Love Me" de su álbum Fly rompiendo un récord importantísimo en la historia de su voz, además de la nota interpretada del tema "Tao of Mag" (Eb6) en el filme Repo! The Genetic Opera. Ahora bien, sus notas más altas varían desde un D6, Eb6, E6 hasta un F6 sobreafinado en la nota final de "The Phantom Of The Opera (Live in Vienna)”.
La música de Sarah Brightman es normalmente clasificada como Classical Crossover. En una entrevista con la revista People, Brightman rechazó el estigma de Classical Crossover y la describió como "horrible", pero dijo que entiende la necesidad de la gente por categorizar la música. 
Sus influencias incluyen música de las décadas de 1960 y 1970 y artistas como David Bowie y Pink Floyd. El material de sus discos va de versiones de arias de ópera de compositores como Puccini o Verdi (en Harem, Eden, y Timeless), a canciones de pop ("Dust in the Wind" de Kansas), ("Here With Me" de Dido), ("A Whiter Shade of Pale" de Procol Harum), o ("Hijo de la Luna" de Mecano.

## Premios
| Año  | Premio | Posición                  |
| ---- | --- | ------------------------- |
| 1986 | Grammy: Mejor artista clásico (EE. UU.)                                                                         | Nominada                  |
| 1996 | Echo Award: Mejor artista femenina (Alemania)                                                                   | Nominada                  |
| 1996 | RSH Gold: Mejor artista femenina (Alemania)                                                                     | Ganadora                  |
| 1997 | Echo Award: Mejor artista femenina                                                                              | Nominada                  |
| 1998 | Echo Award: Mejor canción ("Time to Say Goodbye")                                                               | Ganadora                  |
| 1998 | Golden Lion Award: Mejor presentación en vivo (Alemania)                                                        | Ganadora                  |
| 1998 | Goldene Europa Award: Mejor artista femenino                                                                    | Ganadora                  |
| 1998 | Entrada a Libro de Guiness (Sencillo musical más exitoso de todos los tiempos (Time to Say Goodbye), (Alemania) | Reconocimiento/Distinción |
| 1998 | Grammy Taiwán: Disco más vendido (Timeless)                                                                     | Reconocimiento/Distinción |
| 1998 | Unesco Hand-in-Hand Award                                                                                       | Reconocimiento/Distinción |
| 1999 | Checoslovaquia Grammy: Cantante del año                                                                         | Ganadora                  |
| 1999 | Echo Award: Mejor artista femenina (Alemania)                                                                   | Nominada                  |
| 1999 | The Point Thropy: Concierto más exitoso ("One Night in Eden"), (Irlanda)                                        | Reconocimiento/Distinción |
| 2000 | IFPI Award: Ventas álbum excede 1.000.000 de copias en Europa (Timeless)                                        | Reconocimiento/Distinción |
| 2001 | New Age Voice Music Award: Mejor álbum vocal ("La Luna"), (EE. UU.)                                             | Ganadora                  |
| 2003 | Media Control Award: Sencillo musical más exitoso de todos los tiempos (Time to Say Goodbye)                    | Ganadora                  |
| 2004 | Arabian Music Award: Mejor colaboración ("The War is Over" con Kazim Al Saher)                                  | Ganadora                  |
| 2004 | Arabian Music Award: Mejor artista femenina                                                                     | Ganadora                  |
| 2005 | Nueva York Film Festival: Mejor documental musical (Harem: A Desert Fantasy)                                    | Ganadora                  |
| 2005 | Nueva York Film Festival: Mejor video musical (Time to Say Goodbye)                                             | Nominada                  |
| 2007 | 21.º Japan Gold Disc Award: Classical Album of the Year (Diva: The Singles Collection)                          | Ganadora                  |
| 2009 | 23.º Japan Gold Disc Award: Classical Album of the Year (A Winter Symphony)                                     | Ganadora                  |
| 2009 | Lunas del Auditorio: Best Pop Album in Foreign Language (Symphony: Live in Vienna)                              | Nominada                  |
| 2010 | 24.º Japan Gold Disc Award: Classical Album of the Year (Amalfi – Sarah Brightman Love Songs)                   | Ganadora                  |
| 2010 | Lunas del Auditorio: Best Artist in Foreign Language                                                            | Nominada                  |

## Musicales y teatro

### Musicales
- I and Albert (Como Vicky y huérfana de la calle), 1973 Picadilly Theatre, Londres
- Cats (Como Jemima), 1981 New London Theatre
- The Pirates of Penzance (Como Kate), 1982
- Masquerade (Es Tara Treetops), 1982
- Nightingale (Es Nightingale), 1982, Hammersmith
- Song and Dance (Como la chica), Palace Theatre en Londres on 28 de abril de 1984
- The Phantom of the Opera (Es Christine Daaé), 1986 Her Majesty's Theatre en Londres, 1988 Broadway
- Aspects of Love (Como Rose Vibert), 1990

### Operetas
- The Merry Widow (como Valencienne), 1985

### Teatro
- Trelawny of the Wells (Como Rose Trelawney), 1992
- Relative Values (Como Miranda Frayle), 1993 Festival de Chichester y Savoy Theatre
- Dangerous Obsession (Como Sally Driscoll), 1994 Haymarket Theatre, Basingstoke
- The Innocents (Como Miss Giddens), 1995 Haymarket Theatre, Basingstoke

## Películas
- Granpa, 1989 filme animado para niños, Cantando "Make Believe" en los créditos finales
- Brokedown Palace, 1999 cantando "Deliver me".
- Zeit der Erkenntnis, 2000 largometraje (Alemania), ella misma
- Repo! The Genetic Opera, 2008 largometraje, es Blind Mag
- Amalfi: Megami no hôshû (Amalfi: Rewards of the Goddess), 2000 largometraje (Japón), ella misma
- First Night (Cosi), 2010 largometraje, es Celia

## Producciones discográficas
- Dive (1993)
- Fly (1995)
- Timeless (1997)
- Eden (1998)
- La Luna (2000)
- Harem (2003)
- Symphony (2008)
- Dreamchaser (2013)
- Hymn (disco Sarah Brightman)(2018)
- France (2020)

## Giras
- The Music of Andrew Lloyd Webber Tour (1988-1996)
- The Sarah Brightman Gala Concert (1995)
- A Timeless Evening Tour (1997)
- One Night in Eden Tour (1998-1999)
- La Luna Tour (2000-2001)
- The Harem World Tour (2004)
- Symphony The World Tour (2008)
- Sarah Brightman In Concert (2009, Latinoamérica)
- Sarah Brightman In Concert With Orchestra (2010, Asia)
- Dreamchaser World Tour (2013-2014)
- Sarah Brightman In Concert With Orchestra 2014 (2014, Asia y Europa)
- Gala - An Evening with Sarah Brightman (2016)
- Hymn - Sarah Brightman In Concert (2018- act.)
- A Starlight Symphony (2022)
- A Christmas Symphony (2022)

## Colaboraciones
- Andrea Bocelli - "Time to say Goodbye", "Canto Della Terra"
- Plácido Domingo - Requiem (Lloyd Webber), "The Closing of the year", "La ci darem la mano", "Love Unspoken", "Time to say goodbye", "La Traviata: Libiamo ne' lieti calici... Brindisi, "Die Lustige Witwe – Lippen Schweigen", "The Phantom Of The Opera: All I Ask Of You", "West Side Story: Maria & Tonight", "Fröhliche Weihnacht", "Cantemos rapaces", "Angels from the realms of glory", "Santa Claus is Coming to Town", "Happy Christmas", "Silent Night"
- Jhon Gielgud - "Gus: the Theatre Cat"
- José Carreras - "Amigos para Siempre ", "Love Unspoken", "La Traviata: Libiamo ne' lieti calici... Brindisi"", "Subaru".
- Michael Crawford - The Phantom of the Opera (Andrew Lloyd Webber): "Little Lotti.../The Mirror...", "The Phantom Of The Opera", "I Remember.../"Stranger Than You Dreamt It...", "Notes.../Twisted Every way...", "Wandering child.../Bravo, Monsieur...", The Point Of No Return", "Down Once More.../Track Down This Murder..."
- Steve Barton – The Phantom of the Opera (Andrew Lloyd Webber): "Think Of Me", "Little Lotti.../The Mirror...", "Why Have You Brought Me Here.../Raoul, I've Been There...", "All I Ask Of You", "Notes.../Twisted Every Way...", "Wandering Child.../Bravo, Monsieur...", "Down Once More.../Track Down This Murderer..."
- Janet Devenish – The Phantom of the Opera (Andrew Lloyd Webber): "Angel Of Music"
- Rosemary Ashe – The Phantom of the Opera (Andrew Lloyd Webber): "Think Of Me", "Notes.../Twisted Every Way..."
- Elaine Paige – Cats (Andrew Lloyd Webber): "Memory"
- Brian Blessed – Cats (Andrew Lloyd Webber): "The Moments Of Hapiness"
- Gordon Sandison – Nightingale (Charles Strouse): "I Was Lost", "Death Duet"
- Susannah Fellows – Nightingale (Charles Strouse): "Rivers Cannot Flow Upwards", "Death Duet"
- Michael Heath – Nightingale (Charles Strouse): "Death Duet"
- Alexa Vega – Repo! The Genetic Opera: "At The Opera Tonight", "Chase The Morning", "Everyone's a Composer"
- Nancy Long – Repo! The Genetic Opera: "Chase The Morning"
- Paris Hilton – Repo! The Genetic Opera: "At The Opera Tonight", "Bravi!", "Luigi, Pavi, Amber Harass Mag"
- Bill Moseley – Repo! The Genetic Opera: "At The Opera Tonight", "Bravi!", "Luigi, Pavi, Amber Harass Mag"
- Paul Sorvino – Repo! The Genetic Opera: "At The Opera Tonight", "Bravi!", "Luigi, Pavi, Amber Harass Mag", "Seeing You Stirs Memories (Part 2)"
- Nivek Ogre – Repo! The Genetic Opera: "At The Opera Tonight", "Bravi!", "Luigi, Pavi, Amber Harass Mag"
- Anthony Stewart Head – Repo! The Genetic Opera: "At The Opera Tonight", "Everyone's a Composer"
- Terrance Zdunich – Repo! The Genetic Opera: "At The Opera Tonight"
- Colm Wilkinson – The Phantom of the Opera at the Royal Albert Hall (Nick Morris & Laurence Connor): "The phantom of the Opera"
- Anthony Warlow – The Phantom of the Opera at the Royal Albert Hall (Nick Morris & Laurence Connor): "The phantom of the Opera"
- Peter Joback – The Phantom of the Opera at the Royal Albert Hall (Nick Morris & Laurence Connor): "The phantom of the Opera"
- John Owen-Jones – The Phantom of the Opera at the Royal Albert Hall (Nick Morris & Laurence Connor): "The phantom of the Opera"
- Ramin Karimloo – The Phantom of the Opera at the Royal Albert Hall (Nick Morris & Laurence Connor): "The phantom of the Opera"
- José Cura - "Just Show Me How to Love You", "There for Me"
- Josh Groban - "There for Me", "All I Ask of You"
- Andrew Lloyd Webber - "Whistle Down the Wind"
- Tom Jones - "Something in the Air"
- Antonio Banderas - "The Phantom of the Opera"
- Cliff Richard - "All I Ask of You", "Only You"
- John Barrowman – "Too Much In Love To Care"
- Bogdan Kominowski – "Everything's Alright"
- Gary Martin – "Everything's Alright"
- Gregorian - "Moment of Peace", "Join Me", "Héroes", "When A Child is Born", "Send Me An Angel", "Voyage Voyage", "Eden", "Don’t Give Up" "Free"
- Riccardo Cocciante - "Cantemos Rapaces", "Child in a Manager", "Santa Claus is Coming to Town", "Happy Chistmas", "Silent Night"
- Helmut Lotti - "Frohlice Weihnacht", "Cantemos Rapaces", " Chistmas is Here Again", "Santa Claus is Coming to Town", "Happy Chistmas", "Silent Night"
- Geoffrey Parsons - "The Trees They Grow So High"
- Kazem Al Sahir - "The War is Over"
- Nigel Kennedy - "Free", "The War is Over", "Gueri de Toi"
- Ofra Haza - "Mysterious Days"
- Shweta Shetty - "The Journey Home", "Arabian Nights"
- Natacha Atlas - "Arabian Nights", "Harem french version with Natacha Atlas", "French/English version with Natacha Atlas"
- Asha Bhosle - "You Take My Breath Away"
- Chris Thompson - "How Can Heaven Love Me", "I Will Be With You (Where The Lost Ones Go)", "The Phantom of the Opera", "You Take My Breath Away"
- Fernando Lima - "Pasión", "Ave Maria"
- Alessandro Safina - "Sarai Qui", "Canto Della Terra", "The Phantom of the Opera" (Symphony World Tour - México, Asia)
- Mario Frangoulis - "Carpe Diem", "Sarai Qui", "Canto Della Terra", "The Phantom of the Opera" (Symphony World Tour - EE. UU., Canadá)
- Vincent Niclo - "Sogni"
- Paul Stanley - "I Will Be With You (Where The Lost Ones Go)"
- OV7 - "Por un Mundo" (Canción oficial de Copa Mundial de la FIFA 2018)
- Liu Huan - "You And Me"
- Dj Schiller - "The Smile", "I've Seen it All"
- Sash! - "The Secret Still Remains"
- Hot Gossip - "I Lost My Heart To A Starship Troopers"
- Prince Ital Joe feat Marky Mark - "Happy people", "Life in the Streets" (Coros)
- Michael Ball - "All I Ask of You", "Seeing is believing"
- Andrzej Lampert - "I Will Be With You (Where The Lost Ones Go)"
- Sergey Penkin - "I Will Be With You (Where The Lost Ones Go)"
- I Muvrini - "Tu Quieres Volver"
- Eric Adams - "Where The Eagles Fly"
- Jacky Cheung - "There For Me"
- Richard Marx - "The Last Words You Said"
- Randy Waldman – "The Last Words You Said"
- Stephan Moccio – "What You Never Know"
- Lukas Hilbert – "Mysterious Days"
- Yoshiki – "Miracle"
- Steve Harley - "The Phantom of the Opera"
- Erkan Akin - "Just Show Me How To Love You","The Phantom of the Opera", "Canto della Terra" and "Sarai Qui" in "Sarah Brightman In Concert 2009" a Tour in South America "Latin American Tour".
- Paul Miles-Kingston - "Pie Jesu"
- Connar Burrowes - "Pie Jesu" (This Is Your Life: Andrew Lloyd Webber, 1994)
- Adam Clack - "Pie Jesu" (In Concert "At The Royal Albert Hall" – 1997)
- Ben De'Ath - "Pie Jesu" (The Andrew Lloyd Webber Celebration, 1998)
- Narcis Iustin Ianău - "Pie Jesu" (Gala: An evening with Sarah Brightman, 2016-2017)
- Seiko Matsuda - Sweet Memories [1998]
- Andrew Swait - "Pie Jesu" (The Classical Brit Awards – 8 de mayo de 2008)
- Eric Scott Kincaid - "The Phantom of the Opera"
- David Malek - "The Phantom of the Opera: All i ask of you"
- Mark Butcher - "Take The Weather With You", "Heroes", "Leaving On A Jet Plane", "Let's Face The Music And Dance", "Music Of The Night", " Ain't No Sunshine", "The Rose", "Moon River"
- Princessa - "Calling You" (1996)(Coros)
- Anne Murray - "Snowbird"
- Betty Buckley - "Memory" (Kennedy Center Honor – 3 de diciembre de 2006)
- Lesly Garrett - "Abide with me" (Final de la FA Cup 19 de mayo de 2007)
- Jackie Evancho - "Time to say goodbye" - (America's Got Talent - 15 de septiembre de 2010)
- Richard Armitage - "Desert Fantasy"

Estos dúos se anunciaron pero nunca se hicieron:
- Florent Pagny - "Just Show Me How To Love You"
- Biondo - "I Will Be With You (Where The Lost Ones Go)"